# Have You Ever?
"Have You Ever?" är en låt framförd av den amerikanska sångaren och skådespelaren Brandy Norwood. Låten utgavs av Atlantic Records den 29 september 1998 som den tredje singeln från Norwoods andra studioalbum Never Say Never. Den skrevs av Diane Warren och var en av tre låtar på albumet som producerades av David Foster. "Have You Ever?" är en popballad som handlar om obesvarad kärlek. Låten tillät Norwood, som vid utgivningen var 19 år, att utveckla sin image från det tonårsmaner som gjort henne känd.
"Have You Ever?" blev uppföljare till de framgångsrika singlarna "The Boy Is Mine" (framförd tillsammans med Monica Arnold) och "Top of the World" vilka befäst hennes position som en av 1990-talets mest framgångsrika artister. Trots att musikjournalisters bemötande till låten var blandade blev "Have You Ever?" en hit i USA som nådde förstaplatsen på Billboard Hot 100. Den blev Norwoods andra listetta efter "The Boy Is Mine" och hennes första i karriären som soloartist. "Have You Ever?" var även framgångsrik på flera internationella musikmarknader, särskilt i Oceanien. Den nådde förstaplatsen i Nya Zeeland där den guldbelönades och topp-tio i Australien där den platinabelönades av ARIA.
Musikvideon till låten regisserades av Kevin Bray och filmades i Los Angeles, Kalifornien i oktober 1998. Den blev en stor framgång på musikvideokanalerna BET och MTV där den nådde fjärde respektive tredjeplatsen. Den fick senare en nominering vid MTV Video Music Awards i kategorin "Best R&B Video". Under lanseringen av låten framförde Norwood den i flera TV-sända program, däribland prisceremonin American Music Awards i januari 1999, The Tonight Show with Jay Leno och VH-1: Divas Live/99. Efter utgivningen har "Have You Ever?" alltid inkluderats i låtförteckningen till sångarens konserter och turnéer, däribland Never Say Never World Tour och Human World Tour.

## Bakgrund och inspelning

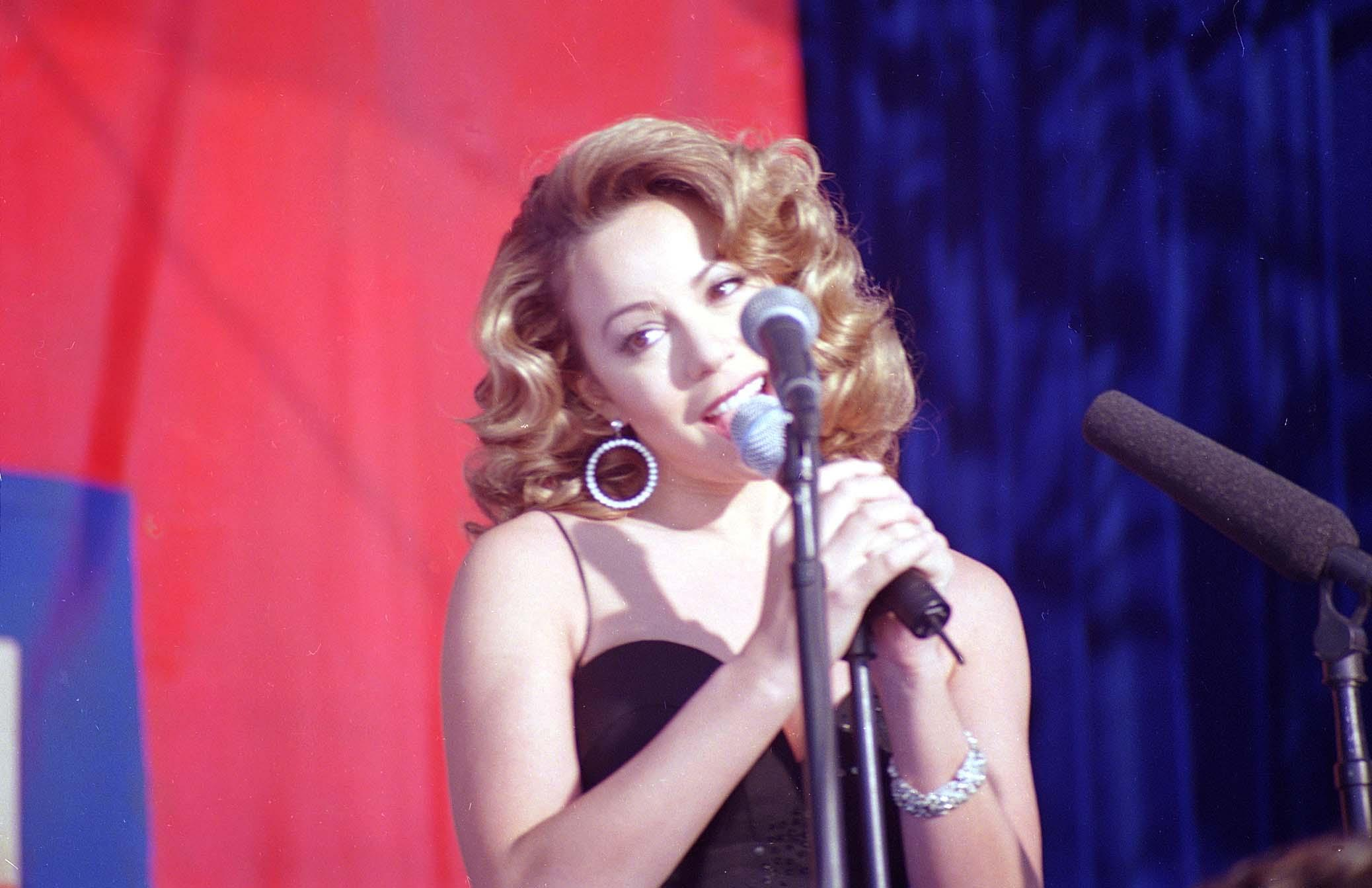
Förebilden Mariah Carey (på bilden) inspirerade Norwood att skapa vuxnare material till sitt andra studioalbum vilket bland annat gav "Have You Ever?".

1997 påbörjade Norwood arbetet på sitt andra studioalbum Never Say Never som var en uppföljare till den platinasäljande debuten Brandy (1994). Till Never Say Never valde Norwood att jobba med andra musikproducenter då hon ville skapa vuxnare material, delvis inspirerad av idolerna Whitney Houston och Mariah Carey. Hon hade större kreativ kontroll än på föregående album och blev en av chefsproducenterna för projektet. Under tidpunkten hade hon breddat sin karriär med den framgångsrika TV-serien Moesha och rollen som Askungen i den Emmy-belönade filmen med samma namn. Den parallella skådespelarkarriären tillät Norwood att utvecklas till ett "kulturellt fenomen" och hon kom att rankas som en av de 50 största och framgångsrikaste tonårsstjärnorna i musikhistorien.
Den amerikanska låtskrivaren Diane Warren skrev "Have You Ever?" under julnatten 1997. Om skapandet av låttexten sa hon: "Jag minns att jag var i inspelningsstudion och kom på låtens koncept. Den kändes väldigt äkta." När Warren färdigställt texten bad hon den kanadensiska kompositören David Foster, en nära vän och samarbetspartner, att jobba med Norwood. När trion samlades i inspelningsstudion berättade Warren om låtens koncept, som både Foster och Norwood "älskade", varpå de gick med på att spela in låten. "Have You Ever?" spelades in vid Chartmaker Studios i Malibu, Kalifornien och vid The Record Plant i Hollywood, Kalifornien. Om deras första möte om låten och själva inspelningen kommenterade Foster:

"Diane hade gjort en fantastisk demo. Det gick väldigt lätt att göra låten, särskilt efter att Michael Thompson bidrog med gitarrerna. Jag älskar [låtens] känsla - det finns inget där som inte är nödvändigt och inget som inte tillför något. Den är en av de bästa låtarna jag någonsin gjort."

Inför samarbetet med Norwood lyssnade Foster på hennes tidigare musik och fastnade särskilt för "Sittin' Up in My Room" från 1995. Han inspirerades av bakgrundssången på låten och ville hitta personen som skapat den. "Jag gillade verkligen bakgrundssången. Jag ville att samma person som gjort den skulle jobba med oss på den nya låten. Jag frågade vem det var och det visade sig att den var helt skapad av Brandy. Jag kunde inte fatta det!" Han fortsatte: "Jag måste medge, jag har aldrig jobbat med någon som kan göra bakgrundssång så lätt." Norwood arrangerade och spelade in bakgrundssången på mindre än två timmar. Atlantic ansåg att samarbetet på "Have You Ever?" blev så lyckat att de ville att Norwood och Foster skulle göra ytterligare två låtar ihop, vilka slutligen blev gospelballaden "One Voice" och en cover på Bryan Adams' singel "(Everything I Do) I Do It for You". Norwood förklarade att hennes samarbete med Foster tog fram en "glöd" inom henne och sång som hon "inte visste att hon hade".  När Norwood skulle beskriva upplevelsen sa hon:

"Jag har upplevt det som låten handlar om. Jag var kär i någon och det fungerade inte. Jag grät och allt det som låttexten beskrev, så det var lämpligt att göra den låten. Jag var 18 så det var dags att bli en kvinna. Det var en fantastisk upplevelse att jobba med dem."

2005, då låten hade hamnat på hennes första samlingsalbum The Best of Brandy, berättade Norwood om inspelningen av låten: "Det var första gången jag var i en inspelningsstudio med David Foster. Min röst var inte lika utvecklad då som den är nu och låten krävde det som producenter kallar 'Money Notes' - det som gör att låten blir en listetta. Jag var riktigt nervös men det gick bra." I en intervju med Complex Magazine utvecklade hon: "Det tog inte så många tagningar men dom tog definitivt om några gånger för att ha några att välja bland. Men igen, jag beundrade dessa människor så oerhört. Jag tror att det hjälpte mig, för jag ville göra bra ifrån mig. Jag ville imponera på dem. Så jag provade allt möjligt. Jag var inte rädd för att skämma ut mig, det har jag aldrig varit. Ibland brast rösten och jag missade toner men jag försökte." I en intervju en tid senare sa Warren: "För mig är den en klassiker. Hon sjöng den fantastiskt. Jag väntar fortfarande på countryversionen."

## Komposition
"Have You Ever?" är en popballad på fyra minuter och trettiosex sekunder (4:36). Enligt notblad publicerade på Musicnotes.com av Alfred Publishing har "Have You Ever?" ett långsamt tempo och utgår från 97 taktslag per minut. Låten skrevs i tonarten A-dur och Norwoods röst sträcker sig från tonen F3 till D5. Enligt Rolanje D. Armstead från tidskriften Times Daily har den en "lågmäld, taktbaserad melodi" som består av keyboards och gitarrer. Musikjournalisten Chuck Taylor från Billboard ansåg att "Have You Ever?" lyfte fram Norwoods "återhållsamma sång" som hade en "sökande och uppgiven textur" som får lyssnaren att förstå att hon "hämtar känslorna långt inifrån sig själv." I låten sjunger framföraren om en obesvarad kärlek med textverser som "Have you finally found the one you've given your heart to/ Only to find that one won't give their heart to you".

## Lansering och mottagande
Sex månader efter utgivningen av Never Say Never hade albumet sålt över tre miljoner exemplar samtidigt som huvudsingeln "The Boy Is Mine" (framförd tillsammans med Monica Arnold) noterats på förstaplatsen på Billboard Hot 100 i 13 sammanhängande veckor vilket gjorde den till en av de största duetterna i amerikansk musikhistoria. Atlantic Records var dock rädda att den höga försäljningen av "The Boy Is Mine" hade skuggat utgivningen av Never Say Never och gav därför aldrig ut albumets andra singel, "Top of the World", kommersiellt i USA. Under sommaren 1998 planerade Atlantic att ge ut albumspåret "Angel In Disguise" som albumets tredje singel men radiostationers efterfrågan på "Have You Ever?" var större så man beslutade att ge ut den låten istället.
"Have You Ever?" mottog blandad till positiv kritik från musikjournalister i samband med utgivningen. I sin recension av singeln noterade Chuck Taylor från Billboard Magazine: "Det är svårt att se den här singeln som annat än en ytterligare juvel i pop/R&B-prinsessans krona." Han beskrev melodin som "omedelbart tillfredsställande med en brygga indränkt i harmonier som befäster sig i minnet efter bara ett fåtal lyssningar." Han avslutade med att skriva att låten var ett "prima exempel på hur Brandy, efter bara några år, bevisat att hon är en av de mest mångsidiga och lovande stjärnorna på resan mot pop-kunglighet." Richard Harrington från tidskriften The Spokesman-Review beskrev "Have You Ever?" som en "luxuös [...] oemotståndlig Diane Warren-skriven powerballad" som skulle passa bra att bli "omgjord till en duett, kanske med Usher?" Angela Lewis från The Independent var kritisk mot Never Say Never i allmänhet men ansåg att hennes röst var ren "honung" på "Have You Ever?", även om hon saknade styrka att förfoga över låten. Daryl Easlea från BBC Music skrev att det märktes att hon jobbat med "topp-folket" som basisten Nathan East och David Foster och att Never Say Never var riktat mot en så "bred publik som möjligt". Han fortsatte: "Detta är som tydligast på 'Have You Ever' [...] som skrevs av Dianne Warren. Det låter som att balladen är skapad med en 'hit-formula' i syfte att toppa singellistorna."

## Kommersiell prestation
"Have You Ever?" blev en av Norwoods största hits i karriären. Den 9 januari 1999 meddelade Fred Bronson från Billboard Magazine att den kommersiella utgivningen fått singeln att klättra från niondeplatsen till tredjeplatsen på Billboards Hot 100-lista med en försäljning på 250 000 exemplar. Låten fick därmed titeln "Greatest Gainer/Sales". Veckan efter såldes ytterligare 200 000 exemplar vilket gjorde att "Have You Ever?" intog förstaplatsen på listan. Låten blev därmed Norwoods andra listetta efter "The Boy Is Mine" och hennes första i karriären som soloartist. Den blev Warrens nionde och hittills sista listetta. Enligt Theda Sandiford-Miller från Billboard var den höga försäljningen av låten anmärkningsvärd då försäljningen av musik generellt sett brukar dala med 30 - 50 procent under veckorna kring nyår. Ur ett marknadsföringsperspektiv var bedriften också ovanlig då Atlantic inte bedrivit någon reklamkampanj eller använt sig av andra medel för att sälja fler exemplar, som att exempelvis sänka priset på singeln eller betala för extra exponering i affärer. Nästkommande vecka noterades "Have You Ever?" en ytterligare vecka på förstaplatsen och fick utmärkelsen "Greatest Gainer/Airplay". Låten var även framgångsrik på Billboards förgreningslistor, särskilt på R&B-listan Hot R&B/Hip-Hop Songs där den klättrade från plats 12 till andraplatsen den 9 januari 1999. Låten behöll positionen i ytterligare tre veckor.
"Have You Ever?" blev också en hit i flera internationella territorier. I Nya Zeeland gick låten in på plats 13 på landets officiella singellista den 27 december 1998. Singeln försvann från listan veckan därpå men gick in på nytt den 17 januari 1999, då på sjundeplatsen. Den 7 februari nådde låten förstaplatsen på listan och blev därmed Norwoods andra listetta och fjärde topp-tio-notering i Nya Zeeland. Singeln låg på topp-tio på listan i tio osammanhängande veckor och guldbelönades av RIANZ samma år. I Australien gick "Have You Ever?" in på plats 39 den 24 januari 1999. Tre veckor senare nådde den topp-tjugo och efter ytterligare fem veckor nådde den åttondeplatsen, vilket blev singelns topposition på listan. Låten tillbringade sammanlagt 24 veckor på listan och platinacertifierades av ARIA. I Nederländerna gick låten in på plats 17 på den officiella singellistan Ultratip 100 den 30 januari 1999. Den nådde slutligen tredjeplatsen på listan. "Have You Ever?" hade också måttliga framgångar i Storbritannien och Kanada. I det förstnämnda landet intog låten singellistan UK Singles Chart på plats 13 den 12 december 1999, vilket blev dess topposition på listan. Sista gången låten noterades på listan var på plats 72 den 30 januari 1999. I Kanada nådde singeln plats 20 på listan RPM Singles Chart.

## Musikvideo
Musikvideon till "Have You Ever?" regisserades av Kevin Bray som dessförinnan jobbat med Celine Dion på hennes "Because You Loved Me" (1996) och Robyns "Show Me Love" (1997). Videon filmades i Los Angeles, Kalifornien i oktober 1998. Videon till "Have You Ever?" utspelar sig nattetid och visar Norwood som har åkt för att titta till sin bästa väns hus. I videons första sekvenser kör Norwood in på uppfarten till huset och sitter kvar i bilen medan hon uppgivet framför låtens första verser. I andra scener spelas en video med Norwood som umgås med sitt kärleksintresse. Dessa sekvenser växlar mellan scener som visar henne framför en pool, bärandes mannens jacka. Hon sitter i hans vardagsrum, vandrar runt i hans garderob och klär sig i hans kostym. Mot slutet av videon sjunger hon till mannen från en TV-skärm och framför låtens klimax i olika kläder och på olika platser i huset. Videon uppmärksammades av skivbolagschefen Clive Davis som bad Bray att regissera videon till Whitney Houstons "Heartbreak Hotel" (1999). Samarbetet ledde till att Bray regisserade Houstons sex nästkommande videor.
Musikvideon till "Have You Ever?" blev en framgång på USA:s största musikvideokanaler. Videon skickades till MTV och VH-1 den 10 oktober 1998 och till BET och The Box veckan efter. Videon gick in på plats 21 på BET:s videotopplista utgiven mot veckoslutet den 24 oktober. Veckan efter noterades "Have You Ever?" också på MTV på plats 13. Den nådde topp-tio på listan i början av november 1998. Den 5 december 1998 nådde videon tredjeplatsen på listan, vilket blev dess topposition. "Have You Ever?" nådde slutligen fjärdeplatsen på BET den 19 december 1998 och plats 14 på VH1 den 1 maj 1999. Vid den amerikanska prisceremonin MTV Video Music Awards, som hölls den 9 september 1999 vid Metropolitan Opera House i New York, var låten nominerad i kategorin "Best R&B Video". Den förlorade dock utmärkelsen mot Lauryn Hills "Doo Wop (That Thing)".

## Liveuppträdanden
Norwood framförde "Have You Ever?" på flera TV-sända shower i USA. Den 11 januari 1999 var Norwood värd för den amerikanska prisceremonin American Music Awards där hon också var nominerad i två kategorier. Under kvällen framförde hon "Have You Ever?" i en guldfärgad aftonklänning tillsammans med en orkester. Hon framförde även låten i den amerikanska talkshowen The Tonight Show with Jay Leno. Den 13 april 1999 sändes den amerikanska galan VH-1: Divas Live/99 där Norwood uppträdde tre låtar från Never Say Never i en vit aftonklänning. "Have You Ever?" var öppningsnumret som efter ett par minuter övergick i "Almost Doesn't Count" och därefter "(Everything I Do) I Do It for You". Framträdandet sågs av över 9 miljoner amerikaner och fick positiv respons från tidskriften Jet Magazine som beskrev hennes framförande av låten som "hänförande". Stycket inkluderades senare på DVD:n med samma namn. Den 16 maj 1999 framförde Norwood låten i TV-filmen Double Platinum, där hon spelade huvudrollen som sångaren Kayla, dotter till superstjärnan Olivia King, spelad av Diana Ross. Sedan utgivningen av "Have You Ever?" har låten alltid inkluderats på låtlistan till Norwoods konserter och turnéer, däribland TV-specialen Brandy in Concert: A Special for the Holidays som sändes på amerikansk TV den 20 november 1999 och hennes två världsturnéer Never Say Never World Tour och Human World Tour.

## Coverversioner
Flera artister och grupper har gjort covers på "Have You Ever?". År 2003 framförde American Idol-finalisten Trenyce Cobbins låten i den sjätte deltävlingen som hade Diane Warren-tema. År 2006, i den fjärde säsongen av Australian Idol, framförde Jessica Mauboy låten i den sjunde deltävlingen och slutade senare som tvåa i programmet. Det irländska pojkbandet Westlife spelade in en cover av låten till deras album Back Home som gavs ut år 2007. År 2009 släppte den filippinska popsångaren Nina Girado sin tolkning av låten på skivan Nina Sings The Hits of Diane Warren.

## Format och låtlistor
Nedan listas format och låtlistor av alla större utgivningar av singeln "Have You Ever?":
| 1. | "Have You Ever?" (Radio Edit) | 4:30 |
| 2. | "Happy"                       | 4:06 |
| 3. | "Have You Ever?" (LP Version) | 4:31 |

| 1. | "Have You Ever?"                                                     | 3:32 |
| 2. | "Top Of The World (Darkchild Remix)" (featuring Big Pun och Fat Joe) | 4:31 |

| 1. | "Have You Ever?" (Radio Edit) | 4:30 |
| 2. | "Happy"                       | 4:06 |
| 3. | "Have You Ever?" (LP Version) | 4:31 |

| 1.           | "Have You Ever?" (Soul Skank Remix)              | 5:33  |
| 2.           | "Have You Ever?" (Soul Skank Remix Instrumental) | 5:33  |
| 3.           | "Have You Ever?" (Original Album Version)        | 4:30  |
| 4.           | "Have You Ever?" (A cappella)                    | 4:27  |
| Total längd: | Total längd:                                     | 19:23 |

## Medverkande
Information hämtad från studioalbumets albumhäfte:
- Brandy Norwood – sångare, bakgrundssångare
- Diane Warren - låtskrivare
- David Foster - producent, arrangör, keyboards
- Felipe Elgueta – ljudtekniker
- Mick Guzauski – ljudmixare
- Tom Bender – assisterande ljudmixare
- Simon Franglen – Synclavier-programmerare
- Michael Thompson – gitarrist

## Topplistor
| Lista (1998–1999)                             | Topplacering |
| --------------------------------------------- | ------------ |
| Australien (ARIA)                             | 8            |
| Belgien (Ultratip 100 Flandern)               | 3            |
| Kanada (RPM Singles Chart)                    | 20           |
| Frankrike (SNEP)                              | 85           |
| Tyskland (Media Control AG)                   | 58           |
| Irland (Irish Singles Chart)                  | 25           |
| Nya Zeeland (RIANZ)                           | 1            |
| Sverige (Sverigetopplistan)                   | 57           |
| Storbritannien (UK Singles Chart)             | 13           |
| USA Billboard Hot 100                         | 1            |
| USA Hot R&B/Hip-Hop Songs (Billboard)         | 2            |
| USA Hot Adult Contemporary Tracks (Billboard) | 25           |
| USA Pop Songs (Billboard)                     | 3            |

| Lista (1999)                          | Topplacering |
| ------------------------------------- | ------------ |
| USA Billboard Hot 100                 | 14           |
| USA Hot R&B/Hip-Hop Songs (Billboard) | 39           |

## Certifikat
| Australien (ARIA)               | Platina | 70 000^ |
| Nya Zeeland (RIANZ)             | Guld    | 7 500^  |
| ^siffror baserade på certifikat |         |         |

## Utgivningshistorik
| Region         | Datum            | Format | Skivbolag                         |
| -------------- | ---------------- | ------ | --------------------------------- |
| Frankrike      | 4 december 1998  | CD     | Atlantic                          |
| USA            | 29 december 1998 | CD     | Atlantic / WEA International Inc. |
| Storbritannien | 29 december 1998 | CD     | Atlantic / WEA International Inc. |
| Japan          | 29 december 1998 | CD     | Atlantic / WEA International Inc. |
| Tyskland       | 11 januari 1999  | CD     | Warner                            |
| Kanada         | 9 mars 1999      | CD     | WEA International Inc.            |